# Le Torrent fatal
Pour plus de détails, voir Fiche technique et Distribution.
Le Torrent fatal (Weary River) est un film américain réalisé par Frank Lloyd, sorti en 1929.

## Fiche technique
- Titre : Le Torrent fatal
- Titre original : Weary River
- Réalisation : Frank Lloyd
- Scénario : Courtney Ryley Cooper et Paul Perez
- Production : First National Pictures
- Musique : Louis Silvers
- Photographie : Ernest Haller
- Directeur artistique : John J. Hughes
- Décors de plateau : Ray Moyer (non crédité)
- Costumes : Max Ree
- Pays de production : États-Unis
- Format : Noir et blanc - 1,33:1 - Mono
- Genre : Drame et romance
- Durée : 86 minutes
- Date de sortie : 1929
- Affiche : Jacques Bonneaud (France)

## Distribution
- Richard Barthelmess : Jerry Larrabee
- Betty Compson : Alice Gray
- William Holden : Warden
- Louis Natheaux : Spadoni
- George E. Stone : Blackie
- Ray Turner : Garçon d'ascenseur
- Gladden James : Directeur de variétés

Acteurs non crédités :
- Louis Mercier : Ami de Jerry au Barney's
- Randolph Scott : Homme à l'audience